# N'Gaous
N'Gaous és un municipi (baladiyah) de la província de Batna a Algèria. D'acord amb el cens de l'any 2008, la població de la ciutat era de 29.504 habitants
Està situat al nord-est del país, sobre la Serralada de l'Atles, prop de la costa de la mar Mediterrània, de la frontera amb Tunísia i de les turístiques ruïnes de Timgad i Lambaesis.

## Història
Durant l'edat mitjana, la regió estava poblada per la tribu Chaouis. En el segle x, Abu-Yazid dels Banu Ifran, es va refugiar a N'Gaous per lluitar contra el Califat Fatimita.
Quan van arribar la tribu Banu Hilal el segle xi, la regió va ser dominada per ells fins a la conquista francesa.
Durant l'era musulmana, Sidi Kessam va construir les dues mesquites més importants, Sidi Kassam ben Djennan i Set Dorments. La primera del segle xvii.
La mesquita dels set dorments data del segle XI i alberga la tomba de set joves, que segons la llegenda aquests, van desaparèixer misteriosament i van caure en un somni profund. També hi ha la tomba de Rokia, la mare de Ahmed Bey, qui va morir el 21 d'abril de 1844 a N'Gaous.
L'exèrcit francès conquista la ciutat i l'Aurès. El 1916 s'inicia una revolta de les tribus des de la mesquita de N'Gaous, però l'exèrcit francès va sufocar aquesta rebel·lió.
La festa local més típica és la de l'albercoc, dura tres dies i comença amb l'inici de la recol·lecció (als voltants de la tercera setmana de juny). Aquest esdeveniment uneix a productors d'albercoc de tots els municipis del nord-oest de la província de Batna, els quals exposen els seus productes i estudis (malalties, millores de la qualitat de la fruita, ...).

## Economia

Ampolla de suc de N'Gaous Conserves

El cultiu de l'albercoc és el principal recurs econòmic del districte de N'Gaous.
Des de 1980 a la ciutat hi ha una empresa de processament de fruita (N'Gaous - Conserves), amb la qual produeixen begudes i conserves.

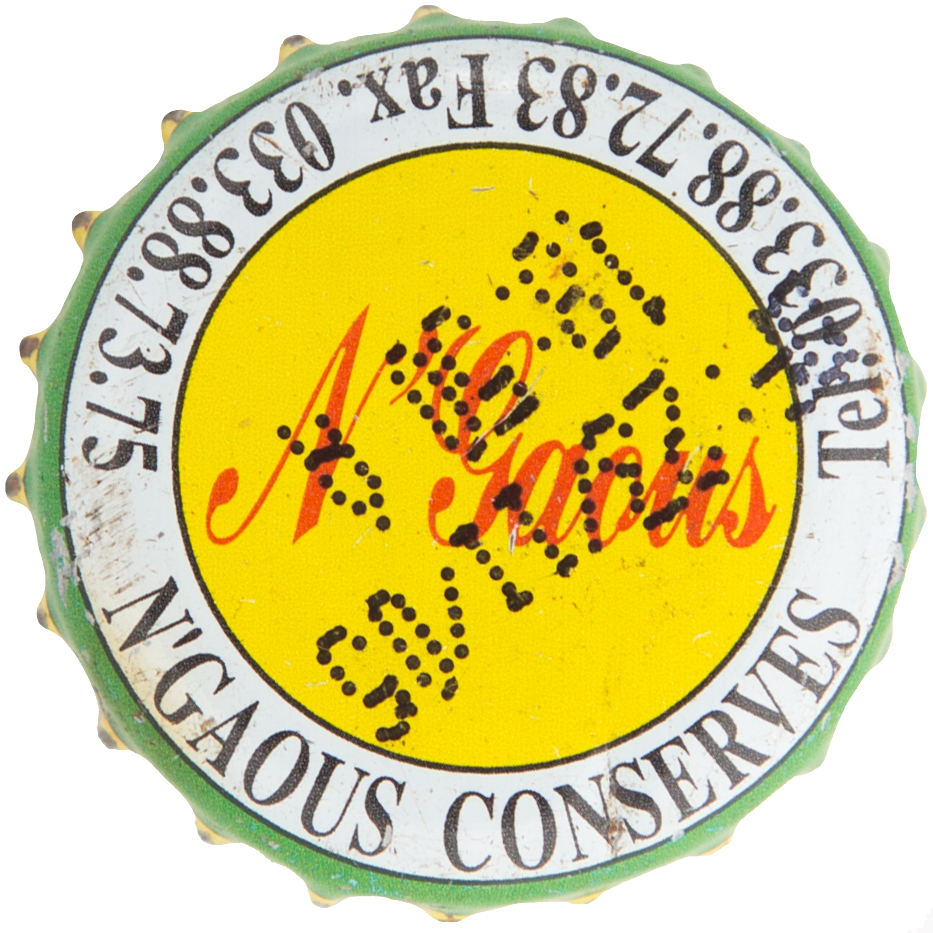
Xapa utilitzada pel suc de N'Gaous Conserves

El grup ENAJUC ven al mercat argeli i mundial, sobretot a França, Anglaterra i Canada. La planta de producció a obtingut el sistema de gestió ISO 9001, versió 2000.

## Transport
Per N'Gaous hi passa la carretera N78, la qual connecta a la ciutat amb Ouled Si Slimane i Boumagueur

## Personatges il·lustres
- Mériem Bouatoura: Lluitadora per la independència a la Guerra d'Algèria.
- Abdelkhader Houamel: Pintor i revolucionari nascut a N'Gaous.
- Abdelmalek Boudiaf: Ministre de salut del govern d'Algèria des de 2013.
- Djahida Houadef: Pintora, ceramista i professora d'art
- Bendrihem Haider: Expresident del sindicat d'investigadors i exdiputat de la província de Batna